# 坂口候一
坂口 候一（さかぐち こういち、1968年2月10日 - ）は、日本の男性声優、舞台俳優。東京都出身。81プロデュース所属。

## 人物
「劇団一の会」の座長もしており、熊谷ニーナ、きのしたゆうこらとの芝居や、朗読会「語りの楽しみ」などの公演も行っている。
趣味・特技は殺陣、大型自動二輪免許。

## 出演
太字はメインキャラクター。

### テレビアニメ
1997年
- 救命戦士ナノセイバー（スセリの父）
- 白鯨伝説
- ポケットモンスター（1997年 - 2002年、アーボ→アーボック、ロケット団A、船員、係員 他）

1998年
- アリスSOS（おでん人間、人間岩、カラカラヘビ、ゴポゴポ）
- 太陽の子エステバン（BS版）（兵士、男、伝令、セイパン族、インディオ、オルメカ人、マヤ兵）
- 超速スピナー（1998年 - 1999年、アストロズの選手、関係者）
- Night Walker -真夜中の探偵-（秋葉浩一、犯人、声）
- 虹の戦記イリス（盗賊、司教ロボ、ケイン）
- BURN-UP EXCESS（コンビニ強盗、隊長、犯人A〈主犯格〉）
- ヨシモトムチッ子物語（キクイムシキムラ）

1999年
- KAIKANフレーズ（重役、黒服）
- ゾイド -ZOIDS-（1999年 - 2000年、マルクス）
- 装甲救助部隊レストル（ハンス・リヒター）
- デュアル!ぱられルンルン物語（伊沢俊彦）
- 忍たま乱太郎（六郎太）
- 爆球連発!!スーパービーダマン（住職）
- ぶぶチャチャ（テリー）

2000年
- うちゅう人 田中太郎（UFOラーメンのおやじ）
- 金田一少年の事件簿（宇佐美乙也）
- ゲートキーパーズ（ヒッピーB）
- Sci-Fi HARRY（クリス）
- サクラ大戦TV（駅アナウンス）
- STRANGE DAWN（ゲイル、テッセル、ゲイラ）
- だぁ!だぁ!だぁ!（鈴田）
- デジモンアドベンチャー02（スターモン）
- とっとこハム太郎（深沢保徳）
- はじめの一歩（2000年 - 2001年、11番のテスト生、学生達）
- ファーブル先生は名探偵（ミカエル）
- ブギーポップは笑わない Boogiepop Phantom（教師A）
- ベイビーフィリックス（ズー）

2001年
- 犬夜叉（領主）
- グラップラー刃牙 -最大トーナメント編-（ジャック・ハンマー）
- The Soul Taker 〜魂狩〜（幹部、警備隊長）
- シャーマンキング（ダマヤジ）
- だいすき!ぶぶチャチャ（テリー、チップ）
- 探偵少年カゲマン（2001年 - 2002年、オッチョ、アッチャ）
- 地球少女アルジュナ（シード隊員、シード隊員A、シバの隊員A、男子A、ガードマン、隊員A）
- ノワール（ロシュマン、ルナール、デュポワ、無線の声、捕虜B、男A、騎士、男）
- パラッパラッパー（お化け）
- 魔法戦士リウイ（店主）

2002年
- アークエとガッチンポー（ダートゥー、ブドウキング 他）
- 藍より青し（田中）
- アソボット戦記五九（フリガンズB、ルルカの父、モニターの声）
- 王ドロボウJING（クラッシュ・ド・アイス）
- 十二国記（醐孫の仲間）
- ちょびっツ（警察官）
- デュエル・マスターズ（2002年 - 2011年、三国） - 4シリーズ
- .hack//SIGN（紅衣の騎士B、サルー、キャラA、剣士、重剣士、騎士A）
- ぷちぷり*ユーシィ（衛兵）
- ポケットモンスター アドバンスジェネレーション（2002年 - 2006年、アーボック、コンテスタ、エニシダ 他）
- ポケットモンスター サイドストーリー（2002年 - 2004年、アーボック、カポエラー、ドーブル、グラエナ 他）
- ロックマンエグゼ（2002年 - 2006年、変な親父、斎藤熊五郎、ナパームマン、店主、タカタ、ワン・タンメン） - 4シリーズ

2003年
- アストロボーイ・鉄腕アトム
- 宇宙のステルヴィア（副長、指揮官、編隊長、スピアーズ）
- おもいっきり科学アドベンチャー そーなんだ!（農夫）
- コロッケ!（ブロッコリー）
- 魁!!クロマティ高校（石田）
- 獣兵衛忍風帖 龍宝玉篇（群兵衛）
- SPACE PIRATE CAPTAIN HERLOCK（オペレーター、アルカディア号乗組員）
- 絶体絶命でんぢゃらすじーさん（ナレーション、効果マン、マッスル竹田、最強さん、七階建てマン、公園番長、ボンバー井上、ドリル兄さん、1人マン、激安マン 他）
- .hack//黄昏の腕輪伝説（プチグソおじさん）
- 鋼の錬金術師（2003年 - 2004年、店主、サングラス男、スライサー弟、マスター）
- ボボボーボ・ボーボボ（2003年 - 2005年、ダイナマイト三兄弟長男、タカシの父、空ニャン）
- 名探偵コナン（2003年 - 2016年、伴場幸哉、野島剛志、佐久田純一）
- ワンダーベビルくん（ピンキ、プペ 他）

2004年
- アークエとガッチンポーてんこもり（ダートゥー、ブドウキング 他）
- エリア88（司令官）
- かいけつゾロリ（関の山、チュン、オオカミ男、青鬼 他）
- KURAU Phantom Memory（サム）
- 攻殻機動隊 S.A.C. 2nd GIG（露天商）
- サムライチャンプルー（菊丸）
- ゾイドフューザーズ（ザジ）
- 蒼穹のファフナー（管制指揮官）
- 爆裂天使（ニュースアナ）
- 光と水のダフネ（デイビス）
- 火の鳥（将軍）
- 冒険王ビィト（シャデリコ）

2005年
- ああっ女神さまっ（2005年 - 2006年、トラック運転手、ガルム、川田） - 2シリーズ
- 陰陽大戦記（ムツキ）
- ガラスの仮面（2005年版）（堀田太一）
- ゾイドジェネシス（ホー、ゴザイル）
- BLACK CAT（掃除屋、捜査官）
- BLEACH（2005年 - 2010年、死神う、刀獣）
- 舞-乙HiME（親方、大臣）
- まじめにふまじめ かいけつゾロリ（狼男 / オオカミ男、神様の声）
- MÄR-メルヘヴン-（2005年 - 2007年エドワード、店主、盗賊、ポコ、村人、村長、男子生徒A）
- 雪の女王 〜THE SNOW QUEEN〜（ピエロ）

2006年
- きらりん☆レボリューション（持田望夫、牛島社長、花火師天下茶屋、座間末男、高田ピエール、タンタン、ジョン・ルーカスバーグ）
- 銀魂（2006年 - 2018年、獅子村、新八の父〈志村剣〉、ハタ皇子、禽夜、多毛さん〈タモサン〉、じゃいじぇん、教習所教官、野島、武蔵っぽい人、ガメ仙人、織田信長、天人、落〈2代目〉 他） - 4シリーズ
- シルクロード少年 ユート（アンディ）
- NANA（甲斐）
- ポケットモンスター ダイヤモンド&パール（コンテスタ）
- よみがえる空 -RESCUE WINGS-（山口明弘）

2007年
- エル・カザド（警官A）
- 風の少女エミリー（アレック）
- 機神大戦ギガンティック・フォーミュラ（マルコ）
- 機動戦士ガンダム00（アメリカ空母艦長）
- スパイダーライダーズ 〜よみがえる太陽〜（現場監督）
- セイント・ビースト〜光陰叙事詩天使譚〜（アグリ）
- ぜんまいざむらい（南町ナベ奉行、松田梨之助、茶屋の客）
- DARKER THAN BLACK -黒の契約者-（補導員）
- D.Gray-man（トマ）
- Devil May Cry（男）
- デルトラクエスト（オーエン）
- 天元突破グレンラガン（ジャモイチ）
- 天保異聞 妖奇士（浪人）
- BACCANO! -バッカーノ!-（ナイル）
- MAJOR 3rdシーズン（田代の父）
- もっけ（2007年 - 2008年、モノA、コーチ）
- 湾岸ミッドナイト（親方）

2008年
- アリソンとリリア（部下）
- イナズマイレブン（2008年 - 2011年、雷門総一郎、安西勝） - 2シリーズ
- ゴルゴ13（銀行支店長、リチャードの部下、護衛）
- しゅごキャラ!（千々丸） - 2シリーズ
- スケアクロウマン（授賞式準備委員A）
- 絶対可憐チルドレン（2008年 - 2009年、御谷治、ウォンレンス教授）
- ソウルイーター（切り裂きジャック）
- テレパシー少女 蘭（店主）
- 秘密 〜The Revelation〜（職員）
- xxxHOLiC◆継（本屋の店主）
- マクロスF（監督）
- 無限の住人（長崎屋）
- ワールド・デストラクション 〜世界撲滅の六人〜（トリ獣人の部下）

2009年
- 青い文学シリーズ「走れメロス」（村長）
- エレメントハンター（マジモト）
- 黒執事（コラーロ）
- 東のエデン（支配人）

2010年
- 極上!!めちゃモテ委員長 セカンドコレクション（演出家）

2011年
- うさぎドロップ（前田秀行）
- SKET DANCE（金城、ビニー隊長）
- へうげもの（大将）

2012年
- 超速変形ジャイロゼッター（宇田川ダイチ、早乙女コウジ、エージェントA、工場長）

2013年
- RDG レッドデータガール（三村）
- 進撃の巨人（ディータ・ネス）
- 絶園のテンペスト（乗員A）
- THE UNLIMITED 兵部京介（巡査）
- たまごっち! シリーズ（2013年 - 2014年、オッケーっち） - 3シリーズ
- 団地ともお（カラスA）
- 超速変形ジャイロゼッター（マッハ男爵）
- HUNTER×HUNTER（第2作）（クレイジースロット）
- ポケットモンスター ベストウイッシュ シーズン2 デコロラアドベンチャー（ガーディ）
- ぴっちぴち♪しずくちゃん（アメ爺）

2014年
- オレカバトル（パンドラ）
- カードファイト!! ヴァンガードG（車夫）
- キャプテン・アース（ピーター・ウエストビレッジ）
- そにアニ -SUPER SONICO THE ANIMATION-（クニ）
- 東京喰種トーキョーグール（司会）
- 魔法戦争（ギリアム・ワイズマン）

2015年
- うしおととら（引狭）
- 境界のRINNE（赤丸）
- 少年ハリウッド -HOLLY STAGE FOR 50-（長峰照彦）
- 進撃!巨人中学校（ディータ・ネス）

2016年
- コンクリート・レボルティオ〜超人幻想〜THE LAST SONG（映画の秋田大司役）
- 聖戦ケルベロス 竜刻のファタリテ（領主）
- ドラえもん（テレビ朝日版第2期）（2016年 - 2019年、おじさん、御門）

2017年
- ゼロから始める魔法の書（貴族院）
- THE REFLECTION（リキッド・テラー、ムードメイカー）

2018年
- 一人之下 全性篇（苑陶）
- イナズマイレブン アレスの天秤（安西勝）
- 銀河英雄伝説 Die Neue These 邂逅（ライオネル・モートン）
- グラゼニ（樹の義父）

2019年
- 賢者の孫（ハロルド＝ビーン）
- BAKUMATSUクライシス（教育係）

2020年
- 空挺ドラゴンズ（商人）
- 魔術士オーフェンはぐれ旅（白魔術士）

2021年
- 魔法科高校の劣等生 追憶編（オペレーター）

2023年
- 大雪海のカイナ（中じじ）
- ポケットモンスター めざせポケモンマスター（アーボック）
- 異世界召喚は二度目です（ビルドス）

2024年
- うる星やつら (2022)（渚の父）

### 劇場アニメ
1998年
- ピカチュウのなつやすみ（アーボック）

1999年
- 劇場版ポケットモンスター 幻のポケモン ルギア爆誕（アーボック）
- ピカチュウたんけんたい（アーボック）

2000年
- 劇場版 ああっ女神さまっ（川田）
- 劇場版ポケットモンスター 結晶塔の帝王 ENTEI（カメラマン）
- ピチューとピカチュウ（ツボツボ）

2001年
- 頭文字D Third Stage
- 劇場版ポケットモンスター セレビィ 時を超えた遭遇（ストライク）

2002年
- 劇場版ポケットモンスター 水の都の護神 ラティアスとラティオス（アリアドス）
- 千年女優

2003年
- 劇場版ポケットモンスター アドバンスジェネレーション 七夜の願い星 ジラーチ（グラエナ）

2005年
- 劇場版デュエル・マスターズ 闇の城の魔龍凰（三国）
- 劇場版ポケットモンスター アドバンスジェネレーション ミュウと波導の勇者 ルカリオ（ヘルガー）

2006年
- 劇場版ポケットモンスター アドバンスジェネレーション ポケモンレンジャーと蒼海の王子 マナフィ（オクタン）
- まじめにふまじめ かいけつゾロリ なぞのお宝大さくせん（村長）
- トップをねらえ! & トップをねらえ2! 合体劇場版!!（通信士）

2010年
- 劇場版 銀魂 新訳紅桜篇（ハタ皇子）

2013年
- 劇場版 銀魂 完結篇 万事屋よ永遠なれ（武蔵っぽい人）

2015年
- 劇場版 進撃の巨人 後編〜自由の翼〜（ディータ・ネス）

2021年
- 銀魂 THE FINAL（ハタ皇子）

2022年
- 機動戦士ガンダム ククルス・ドアンの島（テム・レイ）

2023年
- 大雪海のカイナ ほしのけんじゃ（中じじ）

### OVA
1998年
- サイキックフォース（研究員）
- 真（チェンジ!!）ゲッターロボ 世界最後の日（アナウンス 他）

1999年
- ツインビーPARADISE（金星人警察官）
- てなもんやボイジャーズ（村上、警官）
- ポケットモンスターシリーズ（1999年 - 2005年、オドシシ、ヤミカラス、ドーブル、ボスゴドラ、ゲンガー） - 6作品

2000年
- 真ゲッターロボ対ネオゲッターロボ（黒田中尉）

2002年
- .hack//Liminality（ダークスーツ、警備員B）
- ナースウィッチ小麦ちゃんマジカルて（監督）
- マクロス ゼロ（パイロットB、整備兵）
- マジンカイザー（鉄仮面軍団、鉄仮面）

2003年
- マジンカイザー 死闘!暗黒大将軍（機長、超人将軍ユリシーザー）

2004年
- 新ゲッターロボ（パイロット、牢番、家臣、指揮官、オヤジ 他）

2005年
- フリクリ（ヤクザA）

2006年
- トップをねらえ2!（作戦部主任補佐）
- 千年の約束（トラジ） - 国税庁企画 ビデオアニメ

2010年
- DARKER THAN BLACK -黒の契約者- 外伝（マーク）

2012年
- でんぢゃらすじーさん邪（ナレーション、番長、三子間弟子又、半・分太くん、ラリルレロンゲロンゲ、ゲーム屋）

2014年
- 今際の国のアリス - コミックス第13巻DVD付き限定版

2015年
- 機動戦士ガンダム THE ORIGIN（2015年 - 2018年、テム・レイ） - 2019年に再編集作品『THE ORIGIN 前夜 赤い彗星』テレビ放送

2018年
- イナズマイレブン Reloaded（雷門総一郎）

### Webアニメ
- 亡念のザムド（2008年、教師A）

### ゲーム
1998年
- ダンス! ダンス! ダンス!（アンドレ）
- ロードモナーク -新・ガイア王国記-（カシム）

2001年
- シェンムーII
- スパイダーマン（2001年 - 2002年、カーネイジ、ミステリオ、エレクトロ） - 2作品
- ファイナルファンタジーX（シド、ケルク＝ロンゾ）
- 百獣戦隊ガオレンジャー（ヤバイバ）

2003年
- ファイナルファンタジーX-2（シド）
- コロッケ!2 闇のバンクとバン女王（テキーラ）

2004年
- イリスのアトリエ エターナルマナ（デルサス）
- 宇宙のステルヴィア（指揮官）
- エースコンバット5 ジ・アンサング・ウォー
- シャドウハーツII（エドワード・トーマス・ロレンス、寺田寿之、キボリン）

2005年
- ゾイドフルメタルクラッシュ（オストー・フォイアー）
- メルヘヴン ÄRM FIGHT DREAM（エド）

2006年
- サムライチャンプルー（赤金鬼）
- 地球防衛軍3（隊長）

2007年
- エルヴァンディアストーリー（モルデン）
- きらりん☆レボリューション めざせ!アイドルクイーン (高田ピエール)
- 銀魂 万事屋ちゅ〜ぶ ツッコマブル動画（ハタ皇子、武蔵、三郎、新撰組隊士C、チンピラC、新生鬼兵隊隊士C、電気店の店員A）
- 天元突破グレンラガン（ジャモイチ）

2009年
- 悪魔城ドラキュラ ジャッジメント（死神）
- テイルズ オブ グレイセス（ビアス）

2010年
- イナズマイレブン3 世界への挑戦!!（雷門総一郎）
- .hack//Link（ポザオネ）
- ノーモア★ヒーローズ 英雄たちの楽園（デストロイマン）
- ModNation 無限のカート王国（エスプレッソ）

2012年
- でんぢゃらすじーさんと1000人のお友だち邪（ナレーション 他）

2013年
- ファークライ3（ハーク）
- The Last of Us（ヘンリー）

2014年
- 第3次スーパーロボット大戦Z 時獄篇 / 天獄篇（2014年 - 2015年、尸空） - 2作品

2015年
- 憂世ノ志士（坂本龍馬 / 男主人公D）
- Far Cry 4（ハーク）
- 憂世ノ浪士（沖田芳次郎 / 男主人公D）

2017年
- ホライゾン ゼロ・ドーン

2018年
- 銀魂乱舞（ハタ皇子）
- ファークライ5（ハーク）

2019年
- ガールフレンド（仮）（悪校長）
- ガンダムネットワーク大戦（テム・レイ）

2020年
- ブリガンダイン ルーナジア戦記（アンクル・トビー）
- ビルシャナ戦姫 〜源平飛花夢想〜（梶原景時）

2021年
- グランブルーファンタジー（ハタ皇子）

2022年
- ライブアライブ（パイク、グレート・エイジャ）
- ノーモア★ヒーローズ3（デストロイマン トゥルーフェイス、量産型デストロイマン、謎の男）

2023年
- 機動戦士ガンダム U.C. ENGAGE（テム・レイ、面接官）

### ドラマCD
1999年
- 頭文字D オリジナルドラマCD 〜黒い稲妻・新たなる不敗伝説〜
- スターオーシャンセカンドストーリー CDドラマコレクション（兵士）

2002年
- スニーカーCDコレクション 月と闇の戦記（柝間）
- だいすき!ぶぶチャチャ 〜音とふしぎのおもちゃ箱〜（ニック）

2003年
- 負け犬の食卓

2005年
- イタズラなKiss（金ちゃん）

2006年
- イノセント・ヴィーナス オリジナルドラマ #0（フェイザー）
- ローゼンメイデン オリジナルドラマ〜「探偵」Detektiv〜（ペロリーナ男爵）

2015年
- 銀魂゜ドラマCD「3年Z組 銀八先生〜学園祭ではしゃいで骨折する奴は絶対イイ奴〜」（ハタ皇子）

### 吹き替え

#### 映画（吹き替え）
- アイガー北壁（支配人[26]）※BSテレ東版
- アタック・ナンバーハーフ（ジューン〈アヌチャ・チャットカウ〉）
- オリバー・ツイスト（ビル・サイクス〈ジェイミー・フォアマン〉）
- カンナさん大成功です!（アミのマネージャー）
- カイト/KITE（レイノック〈ルー・ベンター〉）
- キンキーブーツ
- ザ・マークスマン
- ザ・シークレット エージェント
- シェフ! 〜三ツ星レストランの舞台裏へようこそ〜（ジェラール）
- 知らなすぎた男（ビル）
- ストップ・ロス/戦火の逃亡者
- スコーピオン（フランクリン〈ボキーム・ウッドバイン〉）
- 続・激突!/カージャック（ジェサップ巡査〈スティーヴ・カナリー〉）※ソフト版
- 堕天使のパスポート（グオイ〈ベネディクト・ウォン〉）
- タイタンの戦い（ファエドラス）
- ダーク・ハーフ ※テレビ東京版
- ダーク・プレイス（シェーンフェルト）
- 大統領の料理人（ペリエール〈エルヴェ・ピエール〉）
- ニュージャージー・ドライブ
- バレンタインデー（ブラッド）
- バイオ・ディザスター（ヨセフ・ミュラー〈ピーター・ウェラー〉）
- フューチャー・ゲーム
- ファンタスティック・フォー ［超能力ユニット］
- マグニフィセント・セブン（フィリップス〈グリフ・ファースト〉[27]）
- マシニスト
- ミッシング・ポイント
- ミラクル・ショー ハロルド・スミスに何が起こったか?（ウォルター〈ジェームズ・コーデン〉）
- ラストタイム 欲望が果てるとき
- ライアー ライアー ※旧ビデオ版
- リプリー（フレディ・マイルズ〈フィリップ・シーモア・ホフマン〉）※テレビ朝日版
- レッドナイト
- ロンドンゾンビ紀行（クライヴ〈トニー・ガードナー〉）
- ワンス・アンド・フォーエバー（ニク、ピート）
- 私の愛情の対象（ルイス〈ケヴィン・キャロル〉）

#### ドラマ
- アンフォゲッタブル4 完全記憶捜査
- 宇宙人ネッドのトークショー（ポール・シアー）
- ザ・パシフィック（車両の隊員）
- 情熱のシーラ
- 女王ヴィクトリア2 愛に生きる
- 西海岸捜査ファイル グレイスランド シーズン3（シド・マーカム〈カーマイン・ジョヴィナッツォ〉）
- 太陽を抱く月
- Dirt/ダート
- ふたりは最高!ダーマ&グレッグ
- NIKITA / ニキータ（カシム・タリク〈ハーズ・スレイマン〉）
- ヘヴィメタル・クロニクル（デイヴィス〈ジェームズ・マースターズ〉[28]）
- マスケティアーズ パリの四銃士
- 溺れる女たち 〜ミストレス〜（アダム・トーマスFBI捜査官〈ジェイソン・グレイ＝スタンフォード〉）
- THE MENTALIST メンタリストの捜査ファイル（クーパー）

#### アニメ
- 90年代アニメ版アイアンマン

* 衛星アニメ劇場版（ブラックロッド、ゴリアテ、ウルティモ）※1996年放送
* ディズニープラス版（ワールウィンド）※2022年配信
- アルティメット・スパイダーマン VS シニスター・シックス（リザード / Dr.カーティス〈カート〉・コナーズ）
- アベンジャーズ・アッセンブル（ワールウィンド）
- おまかせ!プルーデンスおばさん（カタブラスム、村長）
- きかんしゃトーマス（ビクター、ファーディナンド、不機嫌な乗客、カレン卿、船乗りジョン、エティエンヌ、ベレスフォード、シャンカール 他）※テレビ東京版、NHK版
  - きかんしゃトーマス 伝説の英雄
  - きかんしゃトーマス ミスティアイランド レスキュー大作戦!!
  - きかんしゃトーマス ディーゼル10の逆襲
  - きかんしゃトーマス ブルーマウンテンの謎
  - きかんしゃトーマス キング・オブ・ザ・レイルウェイ トーマスと失われた王冠
  - きかんしゃトーマス 探せ!!謎の海賊船と失われた宝物
  - きかんしゃトーマス 走れ!世界のなかまたち
  - きかんしゃトーマス とびだせ!友情の大冒険
  - きかんしゃトーマス おいでよ!未来の発明ショー!
- 最強武将伝 三国演義（鄧芝、董茶那）
- ぞうのババール（サメ、臣下）
- ダグ（ボーン教頭、チョーキー、ジミー）
- ティンカー・ベルとネバーランドの海賊船（スターボード、「ザ・フリゲート・ザット・フライズ」の歌も担当）
- なんだかんだワンダー（カシミヤ王子）
- ベイマックス（警察官）
- ペット・エイリアン（ディンコ）
- ボブとはたらくブーブーズ NEWプロジェクト（アンジェロ・サバティーニ〈2代目〉、カルロ〈2代目〉）
- ミュータント タートルズ（オーギー・オニール）

### テレビ番組
- あの歌がきこえる
- 天才てれびくんワイド（2002年） - ブッチョー部長の声
- 天才てれびくんMAX
  - （2003年） - タマ部長の声
  - （2004年） - ラビ4.8号 / ラビ零号 / ラビ55号 / 鬼ラビの声
  - （2006年） - ボーイサカグチ
  - （2006年） - 天てれドラマ ダッシュマン

### 特撮
- スーパー戦隊シリーズ
  - 百獣戦隊ガオレンジャー（2001年、ヤバイバの声）
    - 劇場版 百獣戦隊ガオレンジャー 火の山、吼える（2001年、ヤバイバの声）
    - 百獣戦隊ガオレンジャーVSスーパー戦隊（2001年、ヤバイバの声）

  - 忍風戦隊ハリケンジャーVSガオレンジャー（2003年、ヤバイバの声）
  - 爆竜戦隊アバレンジャー（2003年、アヤメガネズミの声）
  - 特捜戦隊デカレンジャー（2004年、パウチ星人ボラペーノの声）
  - 轟轟戦隊ボウケンジャー（2006年、アクタガミの声）
  - 獣拳戦隊ゲキレンジャー（2007年、臨獣ゲッコー拳モリヤの声）
  - 炎神戦隊ゴーオンジャー（2008年、ヤタイバンキの声）
  - 侍戦隊シンケンジャー（2009年、アゼミドロの声）
  - 天装戦隊ゴセイジャー（2010年、タイマーのバクトフージERの声）
  - 特命戦隊ゴーバスターズ（2013年、オモチロイドの声）
  - 烈車戦隊トッキュウジャー（2014年、ストーブシャドーの声）
- 仮面ライダーシリーズ
  - 仮面ライダークウガ 特別篇（2001年、ズ・グムン・バの声）
  - 仮面ライダー電王（2007年 - 2008年、モールイマジン〈クローハンド〉の声、NEWモールイマジンの声）
  - 仮面ライダーゴースト（2016年、ナイフ眼魔の声[29]）

### ボイスオーバー
- ガシーレンカーTVショッピング（テレビ東京）
- 衝撃の映像クラッシュ（TBS）
- サイエンスZERO（NHK教育）
- ハッピーバースデー（フジテレビ）
- BS世界のドキュメンタリー（NHK-BS1）
- 日立 世界・ふしぎ発見!（TBS）

### テレビドラマ
- ママハハブギ（1989年、TBS）
- Fallen Angel 第2話（2012年、BS朝日） - 刑事
- 金曜プレステージ 警視庁総務部縁結び課桜井はなの事件ファイル（2014年、フジテレビ）
- 巨悪は眠らせない 特捜検事の逆襲（2016年、テレビ東京）
- クロスロード（2016年、NHK-BSプレミアム） - 森谷和彦
- NHK連続テレビ小説 あさが来た「割れ鍋(われなべ)にとじ蓋(ぶた)」（2017年、NHK-BSプレミアム）
- 陽炎の辻〜居眠り磐音 江戸双紙〜（2017年、NHK教育）
- 連続ドラマW パレートの誤算 〜ケースワーカー殺人事件（2020年、WOWOW） - 森口守
- 大河ドラマ光る君へ（2024年6月23日、NHK） - 村長

### Webドラマ
- TOKYO COIN LAUNDRY（2019年）
- 川越ミステリー案内 閉ざされた桃源郷（2022年3月18日、DRAMABASE） - イベント主催者 川田[30]

### 映画
- 美味しんぼ（1996年）
- スペーストラベラーズ（2000年） - 無線の声
- シラン（2012年）
- 幕末奇譚 SHINSEN5 〜剣豪降臨〜（2013年）
- がらんどう（2018年） - 越谷則夫 役
- アパレルデザイナー（2020年）
- Aichaku（2024年公開予定） - Nobu 役

### オーディオブック
- 蒼のファンファーレ（2020年[31]）

### 舞台
- ラフィングライブ旗揚げ公演「パパ、アイ・ラブ・ユー!」（2015年4月15日 - 4月20日、博品館劇場）
- 朗読劇「その日のまえに」（2016年4月16日・17日・23日・24日、DMM VR THEATER） - 永原先生 役

### シリーズ一覧
1. ↑  『デュエル・マスターズ』（2002年 - 2003年）、『デュエル・マスターズ チャージ』（2004年 - 2006年）、『デュエル・マスターズ クロス』（2008年 - 2010年）、『デュエル・マスターズ クロスショック』（2010年 - 2011年）
2. ↑  第1シリーズ（2002年 - 2003年）、第2シリーズ『AXESS』（2004年）、第3シリーズ『Stream』（2005年）、第5シリーズ『BEAST+』（2006年）
3. ↑  第1期（2005年）、第2期『それぞれの翼』（2006年）
4. ↑  第1期（2006年 - 2010年）、第2期『銀魂’』（2011年 - 2012年）、第2期延長戦『銀魂’延長戦』（2013年）、第3期『銀魂ﾟ』（2015年 - 2016年）、第4期『銀魂.』（2017年 - 2018年）
5. ↑  『イナズマイレブン』（2008年 - 2011年）、『イナズマイレブンGO』（2011年）
6. ↑  第1期（2008年）、第2期『しゅごキャラ!! どきっ』（2008年）
7. ↑  第2期『ゆめキラドリーム』（2013年）、第3期『みらくるフレンズ』（2013年）、第4期『GO-GO たまごっち!』（2014年）
8. ↑  『ピカチュウのふゆやすみ2000』（1999年）、『ピチューとピカチュウのふゆやすみ2001』（2000年）、『ぼくたちピチューブラザーズ・風船騒動の巻』（2000年）、『ぼくたちピチューブラザーズ・パーティはおおさわぎ!のまき』（2003年）、『ピカチュウのなつまつり』（2004年）、『ピカチュウのおばけカーニバル』（2005年）
9. ↑  『スパイダーマン』（2001年）、『2 エレクトロ』（2002年）